# Граничні значення Аттерберга
Граничні значення Аттерберга є ключовим показником критичного вмісту води дрібнозернистому ґрунті: межа усадки, межа пластичності та межа рідини.
Залежно від вмісту вологи, ґрунт може перебувати в твердому, напівтвердому, пластичному чи рідкому стані. У кожному з них цілісність і поведінка ґрунту відрізняються, що впливає на його технічні властивості. Таким чином, межа між кожним станом може бути визначена на основі зміни поведінки ґрунту. Межі Аттерберга можуть застосовувати для розрізнення мулу та глини, а також їх типів.
Ці межі були створені шведським землеробом Альбертом Аттербергом, і згодом вдосконалені Артуром Казаґранде.
Ґрунти відрізняються за своєю взаємодією з водою: одні здатні зберігати вологу, інші — розширюватися в об'ємі. Розширення залежить від здатності ґрунту поглинати воду та його структурного складу. Випробування, що базуються на граничних значеннях Аттерберга, дозволяють визначити тип вологості ґрунту. Вони особливо корисні для аналізу глинистих і мулистих ґрунтів, які значно змінюють об’єм і сили зсуву залежно від вологи. Такі тести широко застосовуються на ранніх етапах проєктування будівництва для оцінки міцності ґрунту та уникнення надмірного осідання або зсуву.

## Лабораторні тести

### Межа усадки (МУ)
Межа усадки (МУ) (англ. shrinkage limit (SL)) - це вміст води, коли подальша втрата вологи не призведе до зменшення об'єму. Випробування на визначення межи усадки встановлює ASTM International D4943. Межа усадки використовується значно рідше, ніж межа пластичності чи межа рідини.

### Межа пластичності (МП)
Межа пластичності (МП) (англ. plastic limit (PL)) визначається шляхом прокатки нитки по тонкій ділянці ґрунту на плоскій, непористій поверхні. Процедура визначена в стандарті ASTM D 4318. Якщо ґрунт володіє вмістом вологи, коли його поведінка є пластичною, ця нитка зберігатиме свою форму, навіть якщо вона досягла вузького діаметра. Потім зразок може бути змінений, і випробування повторюється. Оскільки вологість буде випаровуватися, нитка розпочне розриватися при більшому діаметрі.
Межа пластичності визначається як вміст вологи, коли нитка розривається при діаметрі 3,2 мм (близько 1/8 дюйма). Ґрунт вважається непластичним, якщо нитка не може бути розкатана до 3,2 мм при будь-якій вологості.

### Межа рідини (МР)

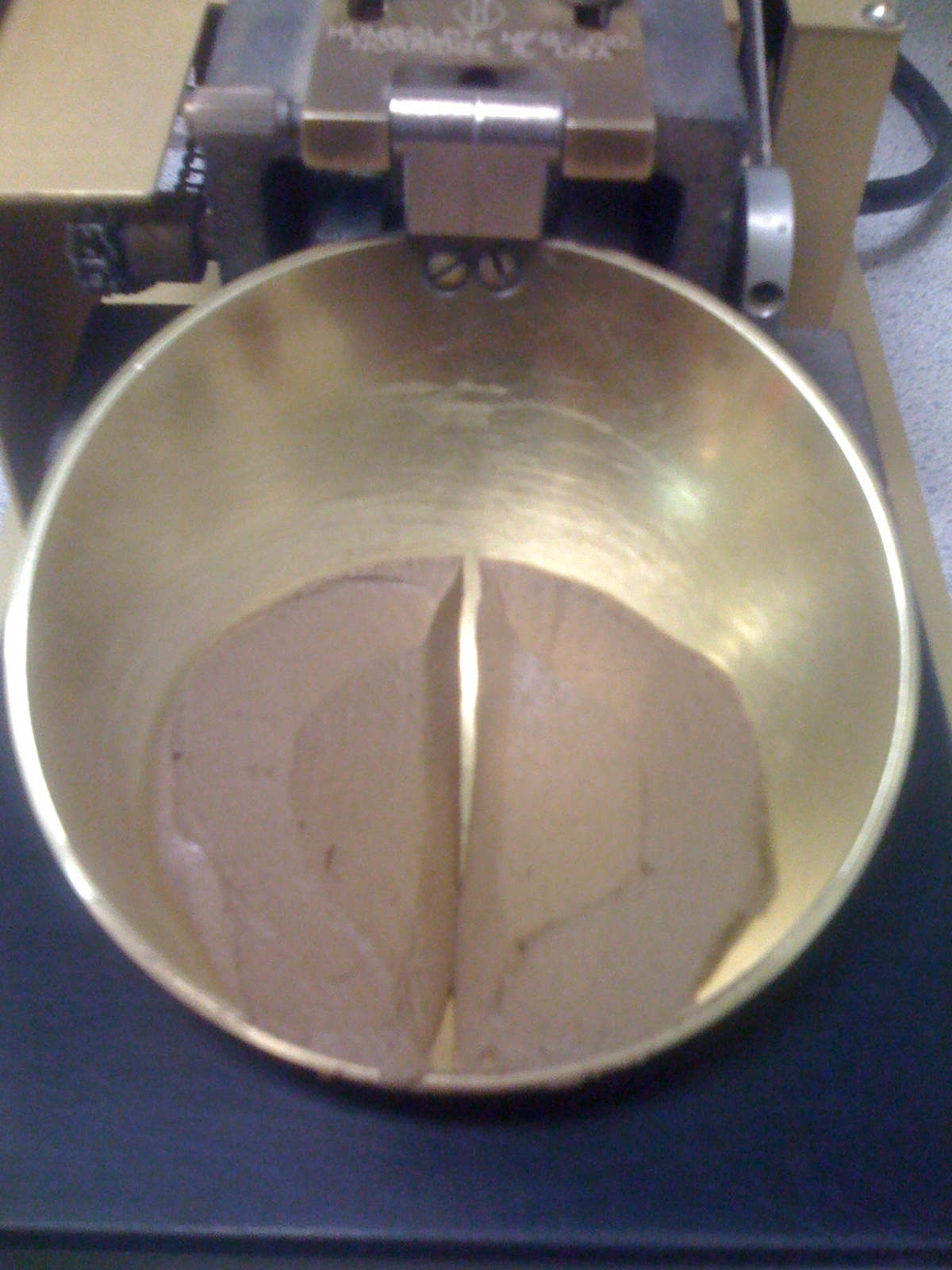
Чаша Касагранде в дії

Межа рідини (МР) (англ. liquid limit (LL)) визначається як вміст води, при якому стан глинистого ґрунту змінюється від пластичного до рідкого. Проте перехід до більш рідкого стану супроводжується поступовим збільшенням вмісту води, а міцність зсуву ґрунту фактично не дорівнює нулю в межах рідини. Точне визначення межі рідини базується на стандартних процедурах випробувань, описаних нижче.
- Оригінальний тест межі рідини Аттерберга включав змішування глини в порцеляновій чаші з круглим дном діаметром 10-12 см. Ґрунт різали шпателем навпіл, залишаючи канавку всередині, і чашку декілька разів вдаряли долонею однієї руки. Надалі Казаґранде стандартизував апарат та процедури, щоб зробити вимірювання більш повторним. У цьому варіанті ґрунт поміщається на дно металевої чашки пристрою. При цьому чаша повинна бути закріплена на відстані 10 мм від твердої гумової основи пристрою. Центр глини прорізається шпателем шириною 2 мм (0,079 дюйма) навпіл. Чашку кілька разів скидають з кріплення на основу зі швидкістю 120 ударів на хвилину, протягом якого канавка внаслідок удару поступово закривається. Кількість ударів, після яких канавка зникає, підраховують. Вологість, при якій обидва боки канавки смикаються на відстані 12,7 міліметра (0,50 дюйма) після 25 ударів по чашці, визначається як ліміт рідини. Тест на обмеження рідини визначається стандартним методом випробувань ASTM D 4318. Метод випробування також дозволяє проводити випробування за однієї вологості, коли для закриття канавки потрібні від 20 до 30 ударів. У таких випадках застосовується корекційний коефіцієнт, який дозволяє отримати ліміт рідини від вологості.

Іншим способом вимірювання ліміту рідини є тест на падіння конуса, що також називається тестом з пенетрометром. Сенс тесту полягає в вимірюванні проникнення в ґрунт стандартизованого конуса з відомими кутом, довжиною та вагою. Попри те, що тест Казаґранде широко застосовується в Північній Америці, тест на падіння конуса є набагато більш поширеним в Європі через меншу залежність від оператора при визначенні ліміту рідини.

## Виведені ліміти
Значення цих обмежень використовуються кількома способами. Існує також тісний зв'язок між межами та властивостями ґрунту, такими як стисливість, проникність та міцність. Це вважається дуже корисним, оскільки визначення межі є відносно простим, важче визначити інші властивості. Таким чином, межі Аттерберга не тільки використовуються для визначення класифікації ґрунтів, але і дозволяють використовувати емпіричні кореляції для деяких інших інженерних властивостей. 

### Індекс пластичності
Індекс пластичності (англ. plasticity index IP чи PI) - це міра пластичності ґрунту. Індекс пластичності — це діапазон вмісту води, коли ґрунт має пластичні властивості. IP - це різниця між межами рідини та межею пластичності (PI = LL-PL). Ґрунти з високим IP, як правило, є глинистими, ті з меншим IP, як правило, є мулом, а з IP 0 (непластикові), звичайно мало або взагалі не містять мулу або глини.
Опис ґрунтів на основі IP:
- (0)- Непластичний
- (<7) - Трохи пластичний
- (7-17) - Середньо пластичний
- >17 - Сильно пластичний

### Індекс текучості
Індекс текучості (англ. liquidity index (LI)) використовується для масштабування природного вмісту води у зразку ґрунту до певної межі. Його можна розрахувати як співвідношення різниці між природним вмістом води, пластичною межею та межами рідини: LI=(W-PL)/(LL-PL), де W - природний вміст води.

### Індекс консистенції
Індекс консистенції (англ. consistency index (Ic)) вказує на твердість ґрунту. Він розраховується як CI = (LL-W)/(LL-PL), де W - існуючий вміст води. Рівень біля рідини матиме індексу консистенції 0, а ґрунт у межах пластичності матиме індекс консистенції 1. Якщо W > LL, Ic буде від'ємним, і ґрунт буде знаходиться у стані рідини. При цьому сума індексу текучості та індексу консистенції дорівнюється одиниці (LI+Ic=1).

### Індекс потоку
Крива, отримана з графіка вологовмісту відносно логарифму вдарів при визначенні межі рідини (LL), лежить майже на прямій лінії й відома як крива потоку. Рівняння для кривої потоку: W = - If Log N + C Де «If» — нахил кривої потоку і називається «індексом потоку» (англ. flow Index (fi)).

### Індекс ударній в'язкості
Індекс ударній в'язкості (англ.Toughness index). Міцність глини на зсув на межі пластичності є мірою її ударній в'язкості. Це відношення показника пластичності до показника текучості.

### Активність
Активність ґрунту (англ. activity) - це індекс пластичності, поділений на величину частинок глини. Різні типи глин мають різні специфічні ділянки поверхні, які зумовлюють, яка кількість вологи потрібна для переходу ґрунту з однієї фази в іншу, наприклад, через межу рідини або пластичності. З активності можна відрізнити домінуючий тип глини, присутній у зразку ґрунту. Ґрунти з високою активністю також хімічно дуже активні.
Якщо активність менше ніж 0,75, ґрунт неактивний. Якщо активність перевищує 1,4, то ґрунт вважається активним. Якщо активність лежить у межах цих значень, то ґрунт є помірно активним.
|   | Вигляд ґрунту                     | Пісок | Мул | Глина | LL | PI |
| 1 | Суглинистий пісок                 | 88    | 10  | 2     | 16 | -  |
| 2 | Добре структурований супісок      | 72    | 15  | 13    | 16 | -  |
| 3 | Середнє структурований супісок    | 73    | 9   | 18    | 22 | 4  |
| 4 | Виснажена піщана алевритова глина | 32    | 33  | 35    | 28 | 9  |
| 5 | Виснажена мулиста глина           | 5     | 64  | 31    | 36 | 15 |
| 6 | Лесовий мул                       | 5     | 85  | 10    | 26 | 2  |
| 7 | Важка глина                       | 6     | 22  | 72    | 67 | 40 |
| 8 | Пісок дрібної фракції             | 94    | 6   | 6     | -  | -  |